# Великий князь венгров

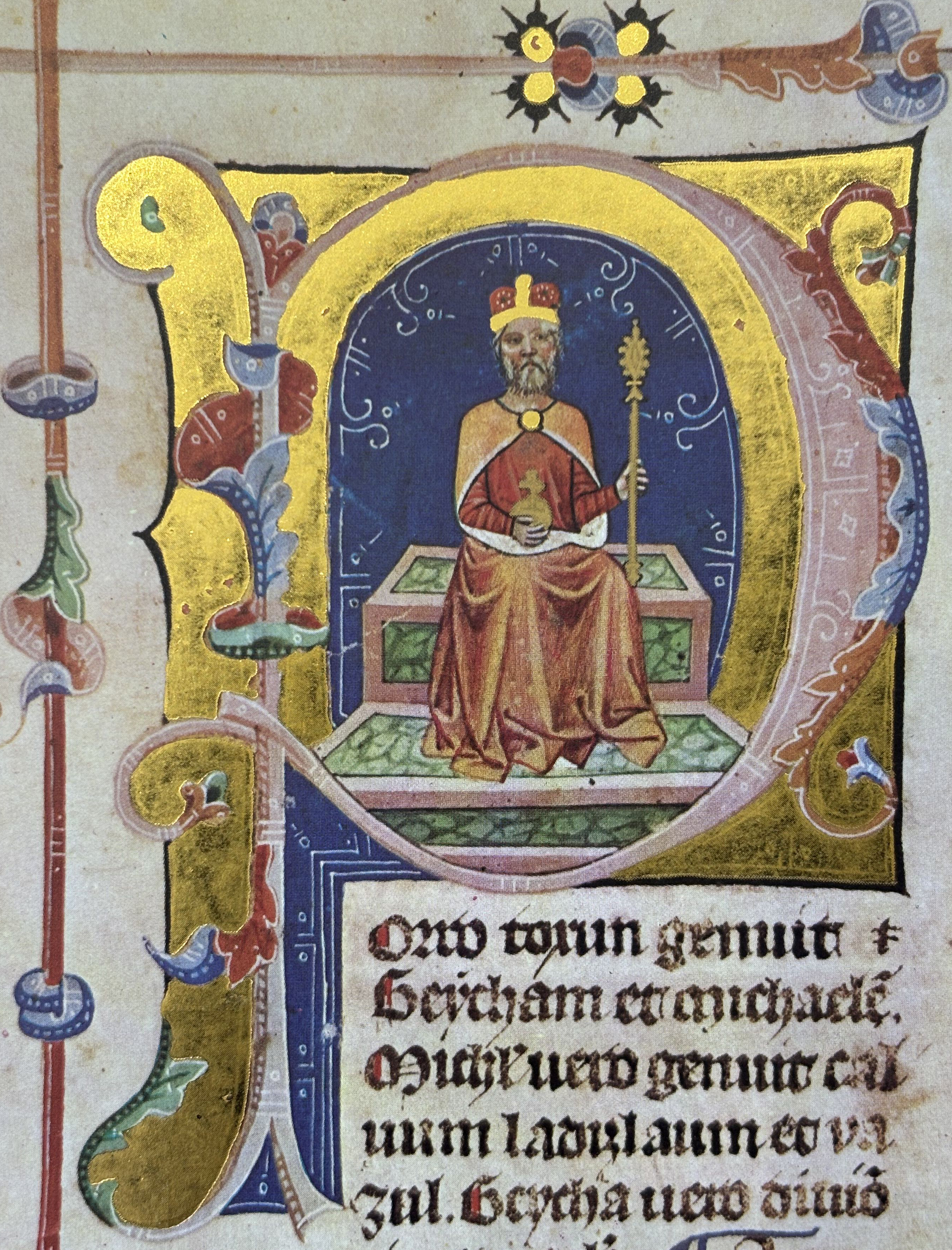
Великий князь Геза. Иллюстрация из Chronicon Pictum

Великий князь венгров (венг. nagyfejedelem — «надьфейеделем») — использовавшийся в IX—X веках титул лидера объединения венгерских племён. Первым, кто носил его, был Альмош. После коронации Иштвана I титул вышел из употребления.

## Этимология
Nagyfejedelem (буквально — «великий князь») — составное слово. Первая часть (nagy) означает «большой, великий», (fej) — «голова»; суффикс же (wikt:en:-edelem) формирует абстрактное существительное.

## Список великих князей
- Альмош (850—895)
- Арпад (895—907), основатель династии Арпадов
- Жольт (907—950)
- Файс (950—955)
- Такшонь (955—970)
- Геза (970—997)
- Иштван (997—1000), стал первым королём венгров

## В культуре
По-венгерски титул «надьфейеделем» используется также в отношении великих князей Руси.
В 1997 году Мария Шош сняла фильм «Великий князь» (A nagy fejedelem (англ.) на сайте Internet Movie Database).